# Persone di cognome Thomas/Giocatori di football americano
| Questa pagina contiene informazioni ricavate automaticamente dalle voci biografiche con l'ausilio del template Bio e di un bot. L'aggiornamento è periodico e automatico e ricostruisce completamente la pagina. Se manca una persona in questa lista, sei pregato di non aggiungerla, ma accertati piuttosto che la sua voce biografica contenga il template Bio e che i dati anagrafici siano correttamente compilati. Se il template Bio manca, inseriscilo tu stesso o, in alternativa, metti l'avviso {{tmp\|Bio}} che ne segnala la mancanza. Se i dati riportati sono sbagliati, correggi direttamente la voce biografica; le modifiche saranno visibili in questa lista entro pochi giorni. Per chiarimenti vedi il progetto antroponimi. La lista contiene solo le 54 persone che sono citate nell'enciclopedia e per le quali è stato implementato correttamente il template Bio. Pagina aggiornata al 7 giu 2025. |

Questa è una lista di persone presenti nell'enciclopedia che hanno il cognome Thomas e sono giocatori di football americano.

## A(5)
- Ahmad Thomas, giocatore di football americano statunitense (Miami, n. 1994)
- Ambry Thomas, giocatore di football americano statunitense (Detroit, n. 1999)
- Andrew Thomas, giocatore di football americano statunitense (Lithonia, n. 1999)
- Anthony Thomas, ex giocatore di football americano statunitense (Winnfield, n. 1977)
- Azareye'h Thomas, giocatore di football americano statunitense (Niceville, n. 2004)

## B(3)
- Blair Thomas, ex giocatore di football americano e allenatore di football americano statunitense (Filadelfia, n. 1967)
- Broderick Thomas, ex giocatore di football americano canadese (Houston, n. 1967)
- Bryan Thomas, ex giocatore di football americano statunitense (Birmingham, n. 1979)

## C(3)
- Calvin Thomas, ex giocatore di football americano statunitense (St. Louis, n. 1960)
- Cameron Thomas, giocatore di football americano statunitense (San Diego, n. 2000)
- Chad Thomas, giocatore di football americano e musicista statunitense (n. 1995)

## D(9)
- Da'Shawn Thomas, ex giocatore di football americano statunitense (Newport, n. 1987)
- Dallas Thomas, ex giocatore di football americano statunitense (Baton Rouge, n. 1989)
- Daniel Thomas, ex giocatore di football americano statunitense (Hilliard, n. 1987)
- Daniel Thomas, giocatore di football americano statunitense (n. 1998)
- De'Anthony Thomas, giocatore di football americano statunitense (Los Angeles, n. 1993)
- Demaryius Thomas, giocatore di football americano statunitense (Montrose, n. 1987 - Roswell, † 2021)
- Derrick Thomas, giocatore di football americano statunitense (Miami, n. 1967 - Miami, † 2000)
- Doug Thomas, giocatore di football americano statunitense (Rockingham, n. 1969 - Charlotte, † 2014)
- Drake Thomas, giocatore di football americano statunitense (Wake Forest, n. 2000)

## E(1)
- Emmitt Thomas, ex giocatore di football americano e allenatore di football americano statunitense (Angleton, n. 1943)

## F(1)
- Fred Thomas, ex giocatore di football americano statunitense (Bruce, n. 1973)

## I(2)
- Ian Thomas, giocatore di football americano statunitense (Baltimora, n. 1996)
- Isaiah Thomas, giocatore di football americano statunitense (Tulsa, n. 1999)

## J(11)
- David Thomas, giocatore di football americano statunitense (Plainview, n. 1983)
- J.T. Thomas, giocatore di football americano statunitense (Fort Lauderdale, n. 1988)
- Jake Thomas, giocatore di football americano canadese (Douglas, n. 1990)
- Jemea Thomas, giocatore di football americano statunitense (Fitzgerald, n. 1990)
- Jordan Thomas, giocatore di football americano statunitense (Hattiesburg, n. 1996)
- Joey Thomas, giocatore di football americano statunitense (Seattle, n. 1980)
- Joe Thomas, ex giocatore di football americano statunitense (Brookfield, n. 1984)
- Josh Thomas, giocatore di football americano statunitense (Cedar Hill, n. 1989)
- Josh Thomas, ex giocatore di football americano statunitense (Plymouth, n. 1981)
- Juanyeh Thomas, giocatore di football americano statunitense (Niceville, n. 2000)
- Julius Thomas, ex giocatore di football americano statunitense (Stockton, n. 1988)

## K(1)
- Kevin Thomas, giocatore di football americano statunitense (St. Louis, n. 1986)

## L(2)
- Lewis Thomas, giocatore di football americano britannico (High Wycombe, n. 1998)
- Logan Thomas, giocatore di football americano statunitense (Lynchburg, n. 1991)

## M(4)
- Mike Thomas, giocatore di football americano statunitense (Greenville, n. 1953 - Houston, † 2019)
- Michael Thomas, giocatore di football americano statunitense (Houston, n. 1989)
- Michael Thomas, giocatore di football americano statunitense (Los Angeles, n. 1993)
- Mike Thomas, giocatore di football americano statunitense (Chicago, n. 1994)

## P(1)
- Phillip Thomas, giocatore di football americano statunitense (Bakersfield, n. 1989)

## R(1)
- Robert Thomas, ex giocatore di football americano statunitense (El Centro, n. 1980)

## S(3)
- Shamarko Thomas, giocatore di football americano statunitense (Virginia Beach, n. 1991)
- Solomon Thomas, giocatore di football americano statunitense (Chicago, n. 1995)
- Stan Thomas, ex giocatore di football americano statunitense (El Centro, n. 1968)

## T(4)
- Tavierre Thomas, giocatore di football americano statunitense (Detroit, n. 1996)
- Terrell Thomas, giocatore di football americano statunitense (Pasadena, n. 1985)
- Thurman Thomas, ex giocatore di football americano statunitense (Houston, n. 1966)
- Timothy Thomas, giocatore di football americano sudafricano (Sudafrica)

## X(1)
- Xavier Thomas, giocatore di football americano statunitense (Florence, n. 1999)

## Z(2)
- Zach Thomas, ex giocatore di football americano statunitense (Pampa, n. 1973)
- Zachary Thomas, giocatore di football americano statunitense (San Diego, n. 1998)